# إعدامات السعودية 2019
في 23 نيسان/أبريل 2019 نفذت المملكة العربية السعودية إعدامًا جماعيًا في حقّ 37 مدنيًا مسجونًا كانوا قد أدينوا بتهم مختلفة تتعلقُ بالإرهاب والتحريض على قلبِ نظام الحُكم فيما ترى المؤسسات الحقوقيّة السعودية – العاملة خارِج المملكة – والعالميّة أن السلطات السعودية قد حصلت على اعترافات من المُتهَمين تحت وطأة التعذيب. 14 شخصًا من المُعدمين كانوا قد شاركوا في الاحتجاجات السعودية 2011-2013 في القطيف، ونُفذ فيهم حُكم الإعدام من خِلال قطع الرأس، فيما تمّ صلبُ جثتين. حسبَ وزارة الداخلية السعودية فإن جميع المدانين هم سعوديين، كما أنّ اثنان وثلاثون منهم ينتمون إلى الأقلية الشيعية في البلاد.

## خلفية
يعود الصراع بين السلطات السعودية وسُكّان محافظة القطيف إلى انتفاضة محرم ثمّ تطوّر هذا الصراعُ خلال احتجاجات 2011-2012 واستمر حتى اضطرابات 2017. يُعدّ هذا النزاع معقدًا نوعًا ما كما يُعتبر «مُختلِف الأساليب» فتارةً يكون سلميًا وتارة أخرى يغلبُ عليه طابع العنف حيثُ شهدت بعض المناطق مواجهات مسلحة بل وصلَ حدّ الحصار الذي فرضته السلطات على مدينة العوامية وَتدمير بعض المناطق السكنية بدعوى تحصن «إرهابيين» داخلها.
تُعدّ «قضية القطيف 24» قضية قانونية سعودية تتعلقُ بـ 24 من متظاهري منطقة القطيف وقد أقدمت السلطات السعودية على إعدام 14 منهم بما في ذلك مجتبى السويكات ومنير آل آدم، فيمَا ذكرت هيومن رايتس ووتش أن معظم الإدانات كانت تستند إلى اعترافات تم الحصول عليها تحت التعذيب. من جهةٍ أخرى؛ أُدين 11 آخرين من المُعدَمين بتهمة «التجسس لصالحِ إيران».
أدانت المحكمة الجزائيّة المتخصصة 14 شخصًا من «قضية القطيف 24» وَ11 شخصًا في قضية التجسس لطهران، ثمّ حاكمتهم بناءً على ذلك. لقد تابعت المنظمة الأوروبية السعودية لحقوق الإنسان حالات العديد من المعتقلين قبل إعدامهم وقالت إنّه لم يُسمح لأيّ من المحتجزين بمقابلة محامين أثناء مراحل الاعتقال والتحقيق في قضاياهم كما أكّدت على أن 21 منهم قد انتُزعت اعترافاتهم بالإكراه والتعذيب.
حصلت كل من المنظمة السعودية الأوروبية لحقوق الإنسان وشبكة سي إن إن على العديد من سجلات المحكمة، وذكرت الأخيرة أن لديها مئات الوثائق التي تتعلقُ بـ 25 شابًا منَ المُعدمين كمَا وصفت سي إن إن «قضية القطيف 24» بأنها تنطوي على تهم تتعلق باحتجاجات 2011 التي تزامنت معَ الربيع العربي. قالت ذات الشبكة أيضًا إنّ الأشخاص الأربعة عشر الذين تم إعدامهم فيما يتعلق بقضية القطيف 24 قد وُجهت إليهم تهمة «الانضمام إلى خلية إرهابية» لكنهم نفوا جميعًا التهمة، فيمَا صرّح نادر السويكات والدُ مجتبى السويكات بالقول «إن عددًا قليلاً فقط من الرجال الـ 24 قد ارتكبوا جرائم حقيقية.» خلصت المنظمة السعودية الأوروبية لحقوق الإنسان وسي إن إن إلى أن قضايا الادعاء تستندُ في معظمها إلى اعترافات كاذبة أو مغلوطة أو غيرُ صحيحة.

## الإعدام
في 23 نيسان/أبريل 2019 أصدرت وزارة الداخلية السعودية بيانًا ذكرت فيه أنه تم إعدام عددٍ من المواطنين السعوديين بتهم تتعلق بالإرهاب ووضّح البيانُ الذي نقلتهُ وكالة الأنباء السعودية (واس) أنّ الرجال أُعدموا «لتبنيهم تفكيرًا إرهابيًا ومتطرفًا وتشكيل خلايا إرهابية لزعزعة أمن واستقرار الدولة»، وقد أشارت مصادر أخرى إلى أن 32 من الذين أُعدموا ينتمون إلى الأقلية الشيعية في البلاد. أُعدم المتهمون من خِلال قطع رؤسهم، فيما تمّ صلبُ اثنين. أثارت عمليّات الإعدام هذه جدلًا كبيرًا وَقالت منظمة العفو الدولية إنّ العديد من عائلات الذين أُعدِموا لم يتم إبلاغهم مسبقًا وصُدموا بعد معرفة الخبر.
كان من بين المعدومين شابٌ شيعي أُدين بجريمة كانت قد وقعت حينما كان قاصرًا كما أُدين «بجرائم» أخرى من بينها المُشاركة في احتجاجات مناهضة للحكومة. وفقًا لميشال باشليت مديرة قسم حقوق الإنسان بالأمم المتحدة «فإن ثلاثة على الأقل من المعدومين كانوا قاصرين وقت صدور الحكم» وهو ما يعد انتهاكًا للقانون الدولي الذي يحظر تنفيذ عقوبة الإعدام ضد أي شخص دون سن الـ 18 عامًا.

### المكان
ذكرَ البيان الصادر عن وزارة الداخلية أن بعضُ عمليات الإعدام تمّت في العاصمة الرياض فيما تمّت عمليات إعدامٍ أخرى في مكة، المدينة، القصيم، المنطقة الشرقية ومنطقة عسير في الجنوب.

### قائمة المعدومين
هذه قائمة أبرز المُعدَمين
| الاسم                        | العُمر | ملاحظات |
| ---------------------------- | ----- | --- |
| حسين قاسم علي العبود         |       | وُجّهت لحسين تهمة تقديم معلومات إلى السلطات الإيرانية حول نزاع القطيف، والمشاركة في النزاع كما اتُهم بلقاء علي خامنئي لكنّ العبود قالَ أن اعترافه كان كاذبًا وقد وُقّع عليه مُجبرًا بعدما تعرض للتعذيب. |
| منير عبد الله أحمد آل آدم    |       | فقد منير السمع في إحدى أذنيه جرّاء التعذيب الذي تعرّض لهُ خلال الاعتقال. حسبَ الشبكة السعودية الأوروبية فقد عُوقب منير عبد الله بسبب نشاطه في مجال حقوق الإنسان والدعوة لحرية التجمع. أثناء المحاكمة؛ قال آل آدم إن اعترافه كان زائفًا؛ ثم وضّح قائلًا: «هذه ليست كلماتي. أنا لم أكتب رسالة كهذه. هذا تشهير كتبهُ المحقق بيده.» |
| محمد عبد الغني محمد عطية     |       | تقولُ المصادر الحقوقيّة أن الشيخ محمد عطية قد تعرّض لضغوط لتوقيع اعترافٍ ضد إرادته. |
| عباس حجي أحمد الحسن          |       | تم اتهام عباس الحسن بالتجسس لصالح إيران. عُذب جسديًا بالضرب والحرمان من النوم كما عذب نفسيًا من خلال تهديداتٍ بالقبض على عائلته. |
| عبد الكريم محمد الحواج       |       | تعرّض عبد الكريم الحواج للتعذيب أثناء احتجازه كما تمّ تعريضهُ للصدمات الكهربائية. |
| حسين علي جاسم الحميدي        |       | أكّد حسين الحميدي للقاضي أنه قد تعرض لضغوط نفسية وجسدية شديدة أثناء الاستجواب. |
| حسين محمد علي آل مسلم        |       | نفى حسين محمد اعترافه أثناء محاكمته قائلاً: «لا يوجد شيء في هذه الاعترافات صحيح ... هناك تقارير طبية من مستشفى سجن الدمام وأطلب من حضرتك جلبهم. إنها تظهر آثار التعذيب على جسدي.» |
| يوسف عبد الله عوض العمري     |       | تعرض يوسف العمري لضغوطٍ من أجل التوقيع على اعترافاته ورفضَ القاضي الذي يرأس الجلسة عرض شريط فيديو المزعوم الذي يعترفُ فيه بالجرائم المنسوبة له. |
| سلمان أمين سلمان آل قريش     |       | تعرّض سلمان آل قريش للتعذيب بالضرب والصعق بالصدمات الكهربائية وإجباره على تناول حبوب الهلوسة وأُدخل المستشفى أربع مرات نتيجة التعذيب. |
| مجتبى نادر عبد الله السويكات |       | قُبض على مجتبى السويكات في 12 أغسطس/آب 2012 أثناء محاولته السفر إلى الولايات المتحدة للدراسة في جامعة ميشيغان الغربية. أثناء التحقيق معه؛ عُلّق السويكات من يديه وتعرض للضرب بالأسلاك والخراطيم كما أُجبر على التوقيعِ على اعترافٍ زائفٍ لتجنب المزيد من التعذيب. وفقًا لوالد السويكات الذي دافع عنه في المحكمة فإن القضية المرفوعة ضد ابنهِ تهدف إلى ربطهِ بالانضمام إلى خلية إرهابية وهو غير صحيح حسبَ تصريحات الوالد؛ الذي قالَ أيضًا إن ابنه شارك في مظاهرات القطيف مرتين؛ ولمدة خمس دقائق فقط في كل مرة. |

تتمّة القائمة
- أحمد حسن علي آل ربيع
- أحمد حسين علي العرادي
- أحمد فيصل حسن آل درويش
- جابر زهير جابر المرهون
- حسين حسن علي آل ربيع
- حيدر محمد إبراهيم آل ليف
- خالد حمود جوير الفراج
- خالد عبد الكريم صالح التويجري
- سالم عبد الله عوض العمري الحربي
- سعيد محمد سعيد السكافي
- طالب مسلم سليمان الحربي
- طاهر مسلم سليمان الحربي
- عبد العزيز حسن علي آل سهوي
- عبد الله سلمان صالح آل اسريح
- عبد الله عادل حسن العوجان
- عبد الله هاني عبد الله آل طريف
- عزيز مهدي عبد الله آل رافع العمري
- علي حسين علي العاشور
- علي حسين علي المهناء
- فاضل حسن عبد الكريم لباد
- محمد حسين علي العاشور
- محمد سعيد عبد رب الرسول آل خاتم
- محمد عايض محمد النملان القحطاني
- محمد منصور أحمد آل ناصر
- مصطفى أحمد عبد اللطيف درويش
- منتظر علي صالح السبيتي
- هادي يوسف رضى آل هزيم

## رُدود الفعل
- أدانت منظمة هيومن رايتس ووتش الحقوقيّة عملية الإعدام الجَماعي فيما قالَ آدم كوغل باحث المُنظمة في منطقة الشرق الأوسط: «إن الإعدام الجماعي اليوم للمواطنين الشيعة هو يومٌ كنّا نخشاه منذ عدة سنوات.[4]»
- أدانت منظمة العفو الدولية عمليات الإعدام أيضًا ووصفتها بأنها «مَظَاهِرَ مُروّعة لتجاهل السلطات للحياة الإنسانية.[19]» فيمَا وصفت لين معلوف مديرة المنظمة في منطقة الشرق الأوسط عمليات الإعدام هذه بأنها أداة سياسية لقمع المعارضين الشيعة في المملكة وقالت «إنها أيضًا إشارة أخرى مروعة لكيفية استخدام عقوبة الإعدام كأداة سياسية لسحقِ المعارضة داخل الأقلية الشيعية في البلاد.[16]» أمّا فيليب ناصيف الباحث في نفسِ المنظمة أيضًا فقد قال «إن عمليات الإعدام الجماعي وانتهاكات حقوق الإنسان قد زادت خلال قيادة ولي العهد الأمير محمد بن سلمان ... في سياق السياسة الخارجية الأمريكية السلبية تجاه إيران؛ تُبرّر السلطات السعودية هجماتها المحلية والدولية على المجتمع الشيعي من خلال الادعاء بأنها تُحاول كبحَ النفوذ الإيراني.[20]»
- انتقد وزير الخارجية الإيراني محمد جواد ظريف إدارة الرئيس الأمريكي دونالد ترامب لعدم إبداء أي تعليق على الإعدام الجماعي، وأشار إلى دعم ترامب لولي العهد السعودي الأمير محمد بن سلمان ثمّ أضاف: «إنهم يُشكلون «الفريق باء» وهو مكوّنٌ من بولتون، بن سلمان بن زايد، وَبنيامين ويُحاولون الحصول على الحصانة ضدّ أي جريمة.[21]»